# Bomal (Luxemburg)
Bomal (Waals: Boumål-so-Oûte) is een dorp in de Belgische provincie Luxemburg en een deelgemeente van de stad Durbuy. Het dorp ligt meer dan vijf kilometer ten noordoosten van het stadscentrum van Durbuy. Nabij Bomal stroomt de Aisne in de Ourthe. De plaats wordt ook wel Bomal-sur-Ourthe genoemd, ter onderscheid met Bomal bij Geldenaken in de provincie Waals-Brabant.
In Bomal liggen ook de gehuchten Juzaine en Herbet.

## Geschiedenis
Op het einde van het ancien régime werd Bomal een gemeente. In 1823 werd de buurgemeente Juzaine opgeheven en bij Bomal gevoegd. In 1977 werd Bomal een deelgemeente van Durbuy.

## Verkeer en vervoer
De spoorlijn Angleur (Luik) - Marloie heeft hier een halte, station Bomal.

## Demografische ontwikkeling
- Bronnen:NIS, Opm:1831 tot en met 1970=volkstellingen, 1976= inwoneraantal op 31 december

## Evenementen
Het dorp is bekend om zijn zondagsmarkt.